# Turtles All the Way Down (filme)
Turtles All the Way Down (título original e português europeu) ou Tartarugas Até Lá Embaixo (português brasileiro) é um filme de drama romântico americano dirigido por Hannah Marks e estrelado por Isabela Merced. O roteiro foi escrito por Isaac Aptaker e Elizabeth Berger, baseado no romance de 2017 de mesmo nome de John Green.
Turtles All the Way Down foi quinta adaptação cinematográfica ou televisiva de um romance de Green, depois de A Culpa É das Estrelas (2014), Cidades de Papel (2015), Deixe a Neve Cair (2019) e Quem é Você, Alaska? (2019).
O filme foi lançado em 2 de maio de 2024, no serviço de streaming Max.

## Sinopse
Quando uma jovem de 17 anos lutando contra o transtorno obsessivo-compulsivo se reconecta com sua paixão de infância, ela se depara com a possibilidade de encontrar amor e felicidade diante de uma doença mental.

## Elenco
- Isabela Merced como Aza Holmes
- Cree Cicchino como Daisy Ramirez
- Felix Mallard como Davis Pickett
- Judy Reyes como Gina Holmes
- Maliq Johnson como Mychal Turner
- J. Smith-Cameron como Professor Abbott
- Poorna Jagannathan como Dra. Singh
- Hannah Marks como Holly

## Produção
Os direitos de Turtles All the Way Down foram adquiridos pela Fox 2000 Pictures após a publicação do romance em 2017, com Green e Rosianna Halse Rojas como produtores executivos. Isaac Aptaker e Elizabeth Berger foram anunciados como roteiristas em maio de 2018, e Hannah Marks foi anunciada como diretora em janeiro de 2019.
No entanto, a produção foi adiada depois que a Disney adquiriu a Fox 2000 Pictures. O projeto acabou adquirido pela New Line Cinema, com os direitos de distribuição passando para a HBO Max. O filme é produzido por Marty Bowen, Wyck Godfrey e Isaac Klausner da Temple Hill Entertainment, a produtora que produziu adaptações dos romances anteriores de Green, A Culpa É das Estrelas, Cidades de Papel e Quem é Você, Alaska?.
O filme foi anunciado oficialmente em março de 2022, com Isabela Merced no papel principal. Judy Reyes, Cree Cicchino e Felix Mallard foram anunciados como parte do elenco no mês seguinte. Em maio de 2022, foi anunciado que J. Smith-Cameron, Poorna Jagannathan e Maliq Johnson também apareceriam no filme. Em fevereiro de 2024, o autor John Green anunciou o longa estreia no mesmo ano no streaming da HBO Max.
As filmagens começaram em Cincinnati, Ohio, em 26 de abril de 2022.

## Música
A trilha sonora do filme foi composta por Ian Hultquist.